# Stazione di Temma
La stazione di Temma (天満駅?, Tenma-eki) è una delle stazioni della Linea Circolare di Ōsaka in Giappone.

## Linee

### Treni
- JR West
  - Linea Circolare di Ōsaka